# Dean Hurley
Dean Hurley es un compositor y productor discográfico estadounidense.

## Carrera
Hurley ha sido nominado a los Premios Primetime Emmy en dos ocasiones por el seriado Twin Peaks (2017). Es conocido principalmente por sus constantes colaboraciones con el cineasta y músico David Lynch.
En 2017 publicó el álbum Anthology Resource Vol. 1, con material original creado para la serie Twin Peaks. Dos años después publicó su continuación Anthology Resource Vol. II: Philosophy of Beyond, a través de la discográfica Sacred Bones Records.

## Filmografía destacada
| Año  | Título                                         | Contribución              | Notas               |
| ---- | ---------------------------------------------- | ------------------------- | ------------------- |
| 2020 | Happily                                        | Diseño de sonido y mezcla | Largometraje        |
| 2020 | Looks That Kill                                | Composición               | Largometraje        |
| 2019 | Flying Lotus Feat. David Lynch: Fire Is Coming | Diseño de sonido          | Cortometraje        |
| 2018 | Stuntman                                       | Supervisión               | Documental          |
| 2018 | What Did Jack Do?                              | Composición y mezcla      | Cortometraje        |
| 2017 | Twin Peaks                                     | Supervisión y mezcla      | Serie de televisión |
| 2017 | The Putin Interviews                           | Mezcla                    | Serie de televisión |
| 2015 | The Music of David Lynch Benefit Concert       | Mezcla                    | Serie de televisión |
| 2014 | Twin Peaks: The Missing Pieces                 | Supervisión y mezcla      | Largometraje        |
| 2014 | Duran Duran: Unstaged                          | Mezcla                    | Cortometraje        |
| 2012 | Change Begins Within                           | Mezcla                    | Serie de televisión |
| 2011 | Blue Velvet: The Lost Footage                  | Supervisión y mezcla      | Largometraje        |
| 2010 | Dior: Lady Blue Shanghai                       | Composición               | Cortometraje        |
| 2009 | My Son, My Son, What Have Ye Done              | Supervisión y mezcla      | Largometraje        |
| 2008 | Fight or Die                                   | Supervisión y mezcla      | Serie de televisión |
| 2006 | Making 'The New World                          | Supervisión y mezcla      | Documental          |
| 2006 | Inland Empire                                  | Supervisión y mezcla      | Largometraje        |

## Premios y nominaciones
| Año  | Resultado | Premio                       | Categoría                                      | Obra       | Ref.   |
| ---- | --------- | ---------------------------- | ---------------------------------------------- | ---------- | ------ |
| 2018 | Nominado  | Premios Primetime Emmy       | Mejor edición de sonido en una serie           | Twin Peaks | [ 9 ]  |
| 2018 | Nominado  | Premios Primetime Emmy       | Mejor mezcla de sonido en una serie            | Twin Peaks | [ 10 ] |
| 2018 | Nominado  | Cinema Audio Society Awards  | Mejor mezcla en una serie de televisión        | Twin Peaks | [ 11 ] |
| 2018 | Nominado  | Motion Picture Sound Editors | Premio Golden Reel por mejor edición de sonido | Twin Peaks |        |

## Discografía
Como solista
- Concrete Feather, Boomkat Editions (2020)
- Anthology Resource Vol. II, Sacred Bones Records (2019)
- Anthology Resource Vol. 1, Sacred Bones Records (2017)

Álbumes colaborativos
- The Flame of Love (con David Lynch y Jack Cruz), Sacred Bones Records (2020)
- Twin Peaks (con David Lynch), Rhino Records (2017)
- Somewhere in the Nowhere (con David Lynch y Chrysta Bell), Meta Hari (2016)
- The Big Dream (con David Lynch), Sunday Best Recordings (2013)
- This Train (con David Lynch y Chrysta Bell), La Rose Noire (2011)
- Crazy Clown Time (con David Lynch), Sunday Best Recordings (2010)
- The Air is on Fire (con David Lynch), DLMC (2007)
- Inland Empire (con David Lynch), DLMC (2007)